# Tefera Adhena
Tefera Adhena (ur. 27 lutego 1997) – etiopska lekkoatletka specjalizująca się w biegach długodystansowych.
W 2013 roku zdobyła w biegu na 3000 metrów brązowy medal mistrzostw Afryki juniorów młodszych. Brązowa medalistka, w biegu na 3000 metrów z przeszkodami, mistrzostw Afryki juniorów. Drużynowa mistrzyni świata juniorek w biegach przełajowych z Guiyangu (2015). 

## Osiągnięcia indywidualne
| Rok  | Impreza                                   | Miejsce     | Konkurencja                        | Pozycja    | Wynik    |
| ---- | ----------------------------------------- | ----------- | ---------------------------------- | ---------- | -------- |
| 2013 | Mistrzostwa Afryki juniorów młodszych     | Warri       | bieg na 3000 metrów                | 3. miejsce | 9:19,41  |
| 2015 | Mistrzostwa Afryki juniorów               | Addis Abeba | bieg na 3000 metrów z przeszkodami | 3. miejsce | 10:37,26 |
| 2015 | Mistrzostwa świata w biegach przełajowych | Guiyang     | bieg juniorek na ok. 6 km          | 5. miejsce | 20:02    |